# Spar- und Leihkasse Büdingen
Die Spar- und Leihkasse Büdingen wurde am 15. September 1840 gegründet und 1903 in die Bezirkssparkasse Büdingen umgewandelt. Diese ging 1942 durch Fusion mit den Bezirkssparkassen Nidda, Ortenberg und Schotten in der Kreissparkasse Büdingen auf. Die Kreissparkasse Büdingen fusionierte 1990 mit der Sparkasse Friedberg zur Sparkasse Wetterau, diese schloss sich 2006 mit der Sparkasse Vogelsbergkreis zur Sparkasse Oberhessen zusammen.

## Geschichte
Am 11. Juni 1834 fand eine Generalversammlung zur Gründung eines „Vereins für die Spar- und Leihkasse“ für den Bezirk Büdingen im Rathaus statt. Im Ergebnis der Versammlung wurde ein Ausschuss unter der Leitung des Landrates Christoph Christian Hoffmann als Direktor und Erbgraf Ernst Kasimir von Ysenburg als Ehrenvorsitzenden bestimmt, der die Vorbereitungen für die Gründung der Sparkasse erarbeiten sollte. Drei Jahre nach seiner Gründung veröffentlichte der Ausschuss in fünf Fortsetzungen im „Gemeinnützigen Wochenblatt“ den Entwurf der 105 Paragrafen umfassenden „Statuten der Sparkasse und Kredit-Anstalt für den Bezirk Büdingen.“
Den Zweck der Spar- und Leihkasse nimmt die Präambel des Entwurfs der Statuten vorweg:
„Schon seit einer Reihe von Jahren sind in vielen Bezirken der Provinzen Starkenburg und Oberhessen Spar- und Leihkassen in’s Leben getreten, welche, überall eines bedeutenden Credites genießend, sich für den Wohlstand eines großen Theils der Bewohner als segensreich bewährt haben. – Kleine Ersparnisse werden oft blos deshalb nicht gemacht, weil sie nicht zinstragend angelegt zu werden vermögen.
Diesem hilft eine Sparkasse ab, den sie verzinst auch kleine Einlagen, ermuntert also die Leute zum Sparen, durch dieses aber kann oft aus Kleinem Großes, aus Wenigem Vieles werden, wie die Erfahrung schon vielfältig gezeigt hat. Andere sind in dem Falle, Gelder aufzunehmen und auch hier tritt eine Creditkasse, wie sie in dem hiesigen Bezirke beabsichtigt wird, auf der einen Seite helfend, auf der anderen wahrhaft Segen bringend ein.
Sie hilft, indem sie den Vorschüsse Suchenden es möglich macht, ihr Bedürfniß zu befriedigen, ohne dem Wucher in die Hände zu fallen und ohne auf die oder jene Art übermäßige, die Vermögenslage zerrüttende, Zinsen geben zu müssen. –
Segen, großen Segen aber bringt sie dadurch, dass sie den Schuldnern es gestattet, ja sie sogar zwingt, das Kapital selbst in kleinen Theilchen abzutragen und sich dadurch in einem bestimmten, nicht allzu langen Zeitraume von der Schuld ganz frei zu machen, während sonst die Schulden, besonders da höchst selten kleine Abschlagszahlungen angenommen werden, oft auf die Kinder und Kindeskinder vererben.
Hierdurch werden die Schuldner der Kasse angehalten, wenigstens kleine Ersparnisse zu machen und solche bei der Kasse dadurch nutzbringend anzulegen, dass sie ihnen von ihrer Schuld abgeschrieben werden.“
Der Entwurf wurde sodann dem Großherzöglich Hessischen Ministerium des Innern und der Justiz zur Genehmigung vorgelegt. Dort fand insbesondere die als unzureichend gewertete Regelung der Garantie Anlass zur Beanstandung, die sich lediglich auf eine Haftung der Ausschussmitglieder beschränkte. Das Ministerium wünschte jedoch die Gemeinden des Kreises als Gewährsträger der zu gründenden Kasse.
Bis 1840 wurden mit den Gemeindevorständen verhandelt, die sich aus Vorsicht oft lange zögernd zu einem Eintritt in die Gemeinschaft entschließen konnten. Ein neuer Entwurf der Statuten wurde erarbeitet und durch die aus 33 Gemeinden bestehende Generalversammlung am 15. September 1840 bestätigt. Die erforderlichen Garantieurkunden der meisten Gemeinden lagen im November und Dezember vor, als das Innenministerium mit Datum vom 19. Januar 1841 die Statuten genehmigte. Die Gemeinden Burgbracht (20. April 1842), Rinderbügen (1843), Aulendiebach (1849) und Heegheim (1865) traten der Spar- und Leihkasse verspätet bei. Eine Aufnahme der Gemeinde Wernings schied bereits im Vorfeld aus, da diese 1842 geschlossen auswanderte.
Am 5. Mai 1841 konnte die Spar- und Leihkasse ihre Tätigkeit in der Wohnung des Rechners, Polizeikommissar Friedrich App, aufnehmen. Direktor und aufsichtsführender Beamter der Spar- und Leihkasse war entsprechend den Statuten der Großherzöglich Hessische Kreisrat des Bezirks Büdingen. Der Direktor bestimmte einen seiner Verantwortung unterstehenden Sekretär. Zur Seite stand dem Direktor ein Ausschuss, bestehend aus drei ständigen und drei unständigen Mitgliedern. Ständige Mitglieder waren der jeweilig Großherzögliche Landrichter oder einer der beiden Großherzöglichen Landgerichtsassessoren, der Großherzögliche Steuerkommissar und der fürstliche Kammerdirektor. Die drei unständigen Mitglieder wurden von den Bürgermeistern als Vertreter der beteiligten Gemeinden gewählt. Rechner und Kontrolleur mussten ihren Wohnsitz in Büdingen haben, der Rechner hatte zudem Kaution zu stellen.
Zögerlich gestaltete sich die Einzahlung der Gemeindeanteile am Fonds der Kasse. Erst nach mehrmaligen öffentlichen Mahnungen leisteten die Gemeinden die vereinbarten Zahlungen. Nach Seelenzahl den einzelnen Gemeinden waren 15.000 Gulden aus der I. oder II. Klasse des Kommunalvermögens, bar gegen 4 % Zinsen oder als Sicherheit in Immobilien in doppeltem Betrage des auf sie fallenden Antheils aufzubringen. Weiterhin sollte der Fonds durch Einlagen kleiner Ersparnisse von Taglöhnern, Kindern, Dienstboten und anderen Personen sowie Geschenken aufgestockt werden. Da die Kasse 1½ % Zinsen mehr erhob, als sie zahlte, sollte ein Reservefonds in Höhe von 10.000 Gulden angesammelt werden und weitere Einnahmen den Gemeinden zufließen.
Die Zinsen für Einlagen wurden in jeder Höhe angenommen, aber erst ab fünf Gulden mit 4 % verzinst. Darlehen konnten von Einwohnern des Bezirks gegen 5½ % Zinsen und 2 % Tilgung aufgenommen werden, wenn der Kreditnehmer ein gutes Zeugnis des Ortsvorstandes vorweisen und ausreichend Sicherheiten bieten konnte. Ab 150 Gulden Kredit bedurfte es einer Garantie des zuständigen Ortsvorstandes, größere Darlehen wurden durch gerichtliche Obligationen gegen doppelte Verpfändung von Grundeigentum abgesichert. Rechner App verzog, und mit ihm die Kasse, am 22. Oktober 1842 in das Haus der Witwe Reifschneider. Zahltag war jeweils donnerstags.
Bereits seit dem Jahre 1818 hatte ein Inspektor Keller bei der Armenkasse Büdingen, auch Kirchen-Almosenkasse genannt, eine „Sparkasse“ ins Leben gerufen, die durch das Großherzöglich Hessisch Gräfliche Konsistorium betrieben und beaufsichtigt wurde. Die Mitgliedschaft dieser Sparkasse setzte sich im Wesentlichen aus höheren Beamten zusammen, die sich in einem Verein zusammengefunden hatten. Mit dem Arbeitsbeginn der Spar- und Leihkasse Büdingen wurde die Sparkasse der Armenkasse aufgelöst.
Mit den Einlagen der Gemeinden und unterschiedlich großen Kapitaleinlagen und kleinen Ersparnis-Kapitalien von 143 Privatpersonen konnte die Sparkasse Ende 1841 auf einen Kapitalbestand von 12 839 Gulden verweisen. Der Bestand von Schuldnern betrug zum Jahresende 173. Im zweiten Jahr ihres Bestehens konnte die Sparkasse Einnahmen in Höhe von 31 000 und im dritten Jahr von 41 000 Gulden verzeichnen. Durch Missernten und Teuerungen bedingt verringerten sich die Einnahmen. 1848 betrugen die Einnahmen nur noch 23 399 Gulden. Gleichfalls sanken die Spareinlagen von 12 000 in 1841, 28 000 1842 und 36 000 1843 bis 1848 auf 7941 Gulden. Bei der Spar- und Leihkasse Büdingen überstiegen daraufhin die Passivkapitalien die Aktivkapitalien für mehrere Jahre.

## Personalien

### Direktoren
- Landrat Hoffmann (1840–1845)
- Kreisrat Spamer (1840–1848)
- Landrichter Wegelin (1848–1855)
- Regierungsrat Follenius (1856–1872)
- Kreisrat Kekulé (1872–1877)
- Kreisrat Geheimer Regierungsrat A. Klietsch (1877–1891)
- Amtsrichter Seeger (1994)
- Bürgermeister Knaf (1894)
- Kammerdirektor Korell (1894–1908)

### Rechner
- Polizeikommissar Friedrich App (1840–1863)
- Kreisamtsgehilfe Bömelmann (1864–1871)
- Wilhelm Reutzel (1872–1894)
- Friedrich Türck (1895–1925)

### Kontrolleure
- Dittmar (1841)
- A. Rosenthal (1842–1844)
- Gymnasiallehrer Gambs (1844–1850)
- Lehrer Fix (1850–1873)
- Kreisamtsbürogehilfe Reitz (1873–1884)
- Geometer L. Eberhardt (1884–1886)
- Friedrich Christian Türck (1886–1888)
- Georg Appel (1888–1916)